# 巴尔德罗德里戈
巴尔德罗德里戈，是西班牙卡斯蒂利亚-莱昂萨拉曼卡省的一个市镇。 总面积22平方公里，总人口180人（2001年），人口密度8人/平方公里。